# Emilio Bulgarelli
Emilio Bulgarelli (* 14. Februar 1917 in Reggio Calabria; † 2. Februar 1993 in Neapel) war ein italienischer Wasserballspieler. Er war Europameister 1947 und Olympiasieger 1948.

## Karriere
Emilio Bulgarelli war mit Rari Nantes Neapel italienischer Meister in den Jahren 1939, 1941, 1942, 1949 und 1950. 1947 holte er den Titel mit den Canottieri Olona aus Mailand.
Bei der Europameisterschaft 1938 in London gewannen die Italiener nur zwei Spiele und belegten unter sieben teilnehmenden Mannschaften den fünften Platz.
Nach dem Zweiten Weltkrieg wurde die erste Europameisterschaft in Monte Carlo ausgetragen. Die italienische Mannschaft siegte mit Pasquale Buonocore, Gildo Arena, Emilio Bulgarelli, Aldo Ghira, Mario Majoni, Geminio Ognio, Gianfranco Pandolfini, Tullio Pandolfini, Luigi Raspini, Umberto Raspini und Cesare Rubini. Die Italiener gewannen ihre Vorrundengruppe und besiegten in der Finalrunde die Mannschaften aus Schweden und Belgien. Im Jahr darauf trat die italienische Mannschaft bei den Olympischen Spielen in London mit neun Europameistern an, nur die Brüder Raspini fehlten. Die italienische Mannschaft siegte vor Ungarn und den Niederlanden. Die Italiener spielten in der Vorrunde Unentschieden gegen Jugoslawien, gewannen aber alle anderen Partien. Bulgarelli war als Verteidiger in allen acht Spielen dabei.
Emilio Bulgarelli war mit Renata Jeandeau verheiratet, deren Schwester Marcella Jeandeau nahm für Italien als Schwimmerin an den Olympischen Spielen 1948 teil.